# سنا أذيني
سنا أذيني Senna_auriculata هي نوع من الأشجار البقلية تنتمي إلى الفصيلة الفرعية Caesalpinioideae. تُعرف عادة باسم شجرة شاي ماتورا أو أفارام أو راناوارا. كما يُطلق عليها بالماراثية اسم "तरवड" (تَرَواد) وبالمالايالامية "ആവര" (آفار) وباللغة التاميلية "தங்கேடு" (تانغيدو)، ويُشار إليها أيضًا بالاسم الإنجليزي "Avaram senna". تعتبر الزهرة الرسمية لولاية تلنغانة. تنمو هذه الشجرة في المناطق الجافة في الهند وسريلانكا، وهي شائعة على طول ساحل البحر والمنطقة الجافة في سريلانكا.

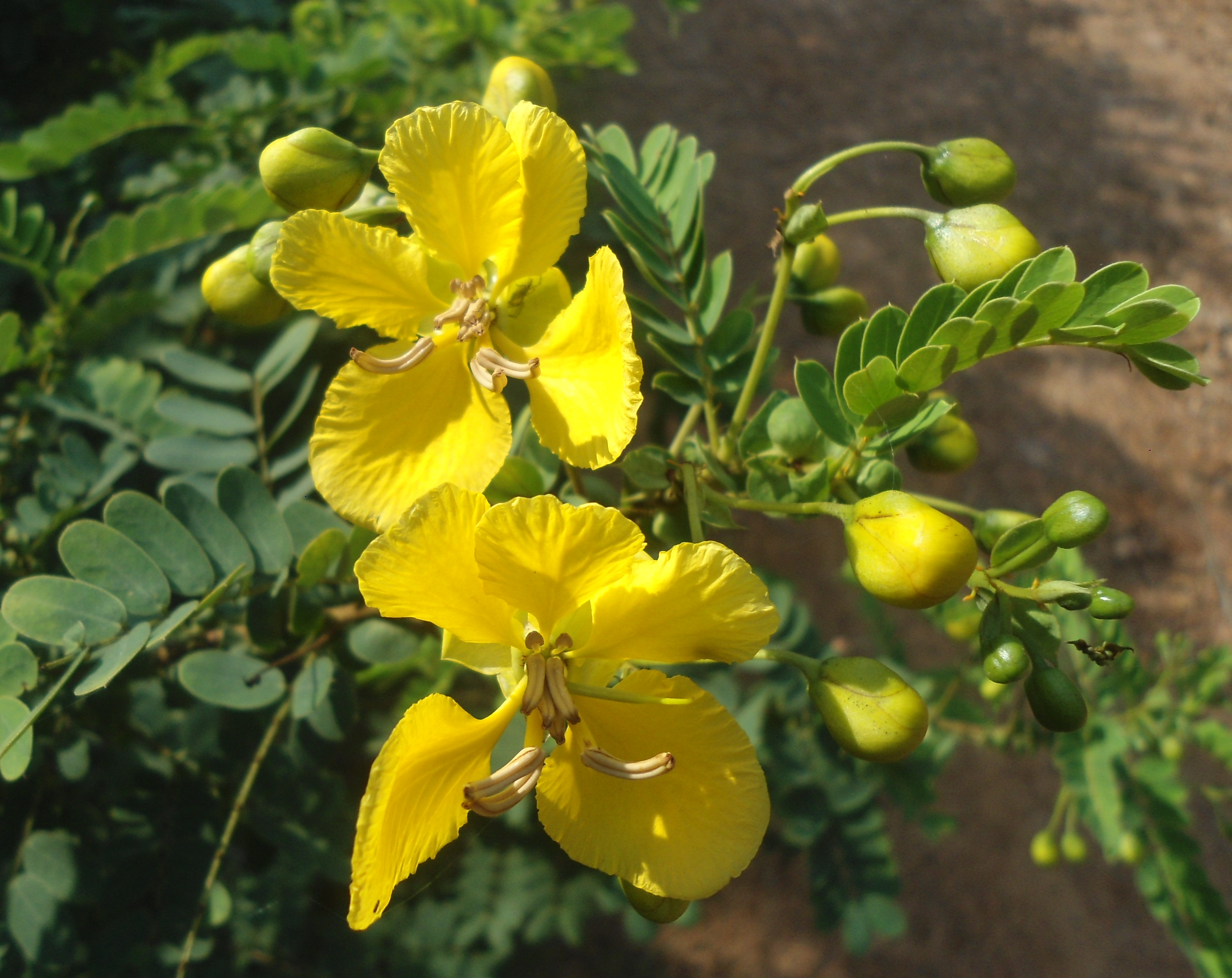
شجيرة السنا أوريكولاتا

## الوصف

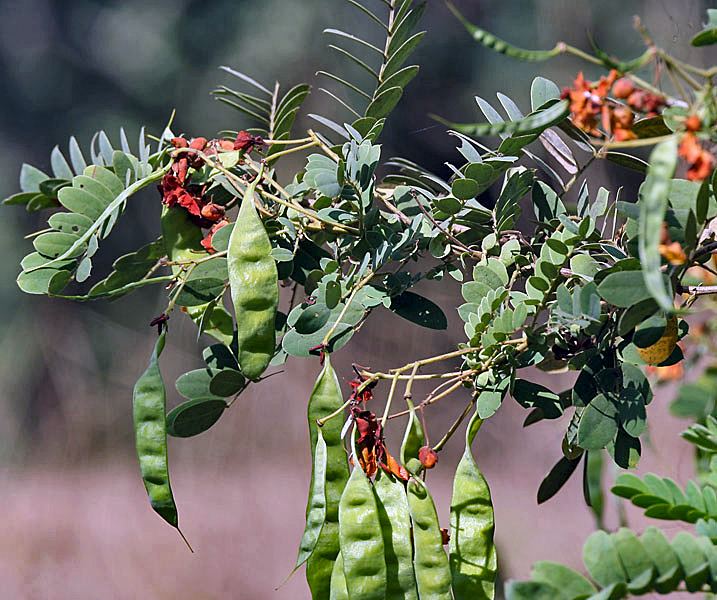
في سيندهروت في منطقة فادودارا في ولاية غوجارات ، الهند.

سنا أذيني هي شجيرة متفرعة بشكل كثيف، ذات لحاء بني ناعم بلون القرفة وأغصان صغيرة مغطاة بشعيرات.
الأوراق متقابلة، مركبة، ذات عدد كبير جدًا من الوريقات المتقاربة، ويبلغ طولها بين 8.8 و 12.5 سم. الأوراق نفسها طولها 25 سم، ضيقة ومسطحة، مغطاة بشعيرات، مع غدة خطية منتصبة بين وريقات كل زوج. تحتوي على 16-24 وريقة، قصيرة جدًا تتراوح أطوالها بين 2 إلى 2.5 سم وعرضها بين 1 إلى 1.3 سم. الوريقات متداخلة قليلاً، بيضاوية الشكل، منفرجة في كلا الطرفين، خالية من الشعر أو مغطاة بشعيرات خفيفة، باللون الأخضر الباهت من الأعلى وأفتح من الأسفل. النتوءات كبيرة جدًا، مستديرة وشبيهة بالكلوية، تظهر عند قاعدة الورقة على جانب العنق التالي في نقطة خيطية ومتواصلة.
أزهارها غير منتظمة وثنائية الجنس، ذات لون أصفر زاهي وكبيرة الحجم (حوالي 5 سم عرضًا). السيقان عارية وطولها 2.5 سم. العناقيد تحتوي على عدد قليل من الأزهار، قصيرة، منتصبة، ومزدحمة في محاور الأوراق العلوية بحيث تشكل نورة طرفية كبيرة. الأسدية عقيمة، والمبيض علوي، وحيد الحجرة، يحتوي على بويضات هامشية.
الثمرة عبارة عن قرن بقول قصير، يتراوح طوله بين 7.5 و 11 سم وعرضه 1.5 سم. وهي مستطيلة الشكل، منفرجة في الطرف، وتنتهي بقاعدة طويلة، مسطحة، رفيعة، ورقيقة، ومجعدة بشكل متموج، مغطاة بالشعر، ولونها بني باهت. تحتوي كل ثمرة على 12 إلى 20 بذرة في تجويفها المنفصل.

## الاستخدامات

### حدائق
تعتبر شجرة سنا أذيني مناسبة لتزيين الطرق والحدائق المنزلية. إنها تتحمل الجفاف والظروف الجافة، ولكنها لا تتحمل البرد الشديد. كما أن الأزهار في العناقيد جذابة أيضًا. 

### الاستخدامات الطبية
تم الإبلاغ عن أن النبات يعالج ارتفاع مستويات السكر في الدم وفرط شحميات الدم المرتبط به. 
يقال أن هذا النبات يحتوي على جلوكوزيد قلبي (سنابيكرين)، كما أن النسغ والأوراق واللحاء يحتويان على الأنثراكينونات، في حين أن اللحاء يحتوي أيضًا على العفص. 
يستخدم الجذر في تحضير المشروبات لعلاج الحمى والسكري وأمراض الجهاز البولي والإمساك. تتمتع الأوراق بخصائص ملينة. كما يُستخدم الزهور المجففة وبراعم الزهور كبديل للشاي لمرضى السكري، ويعتقد أيضًا أنها تحسن لون البشرة. يتم تطبيق البذور المسحوقة على العين لعلاج التهاب الملتحمة القيحي المزمن. في أفريقيا، يُقال إن اللحاء والبذور تساعد في علاج الروماتيزم وأمراض العيون والسيلان والسكري والنقرس، اثبتت الدراسات أن هذا النبات له نشاط مضاد للبكتيريا في المختبر.

## الحواشي
- DASSANAYAKE, M.D. & FOSBERG, F.R. (EDS.) (1981): A Revised Handbook to the Flora of Ceylon (Vol. II) . Smithsonian Institution and National Science Foundation, Washington D.C., Amerind Publishing Co Pvt Ltd, New Delhi.
- DE SILVA, N. (1998): A selection of indigenous trees for traditional landscapes in Sri Lanka. Deveco Designers and publishers (Pvt) Ltd.
- JAYAWEERA, D.M.A. (1981a): Medicinal plants (indigenous and exotic) used in Ceylon (Part I). The National Science Council of Sri Lanka, Colombo 7.
- JAYAWEERA, D.M.A. (1981b): Medicinal plants (indigenous and exotic) used in Ceylon (Part II). The National Science Council of Sri Lanka, Colombo 7.
- JAYAWEERA, D.M.A. (1981c): Medicinal plants (indigenous and exotic) used in Ceylon (Part III). The National Science Council of Sri Lanka, Colombo 7.
- JAYAWEERA, D.M.A. (1982): Medicinal plants (indigenous and exotic) used in Ceylon (Part IV). The National Science Council of Sri Lanka, Colombo 7.
- JAYAWEERA, D.M.A. (1992): Medicinal plants (indigenous and exotic) used in Ceylon (Part V). The National Science Council of Sri Lanka, Colombo 7.
- MARTIN E.C. (1983): Landscape Plants in Design: A Photographic Guide . AVI Publishing Company, Westport, Connecticut. (ردمك 0-87055-429-8)
- PERERA, D.L. & DE SILVA, G. (2002): Compendium of Medicinal plants. A Sri Lankan study (Vol. 1+2). Ayurvedic Department, Sri Lanka.
- RAO, P.S.; VENKAIAH, K. & PADMAJA, R. (1999): Field Guide on Medicinal Plants. Forest Department, Andhra Pradesh, India.
- وزارة الزراعة (الولايات المتحدة) (USDA) (2007): USDA Plants Profile: Cassia auriculata. Retrieved 2007-DEC-20.

## روابط خارجية
- كاسيا أوريكولاتا
- كاسيا أوريكولاتا ل. نسخة محفوظة 28 مارس 2017 على موقع واي باك مشين.
- شاي راناوارا